# سیارک ۲۰۸۸۰
سیارک ۲۰۸۸۰ (به انگلیسی: 20880 Yiyideng، نامگذاری:2000VE57) بیست هزار و هشتصد و هشتادمین سیارک کشف شده‌است که در ۳ نوامبر ۲۰۰۰ کشف شد.
قدر مطلق سیارک برابر ۱۰.۲ است.